# Palodia
Palodia (gr. Παλόδεια) – wieś w Republice Cypryjskiej, w dystrykcie Limassol. W 2011 roku liczyła 1568 mieszkańców.